# Droga krajowa 15
Die Droga krajowa 15 (kurz DK15, polnisch für ,Nationalstraße 15‘ bzw. ,Landesstraße 15‘) ist eine Landesstraße in Polen. Sie führt derzeit von Trzebnica bis Ostróda und durchquert dabei vier Woiwodschaften. Die Gesamtlänge beträgt 396 Kilometer.

## Geschichte

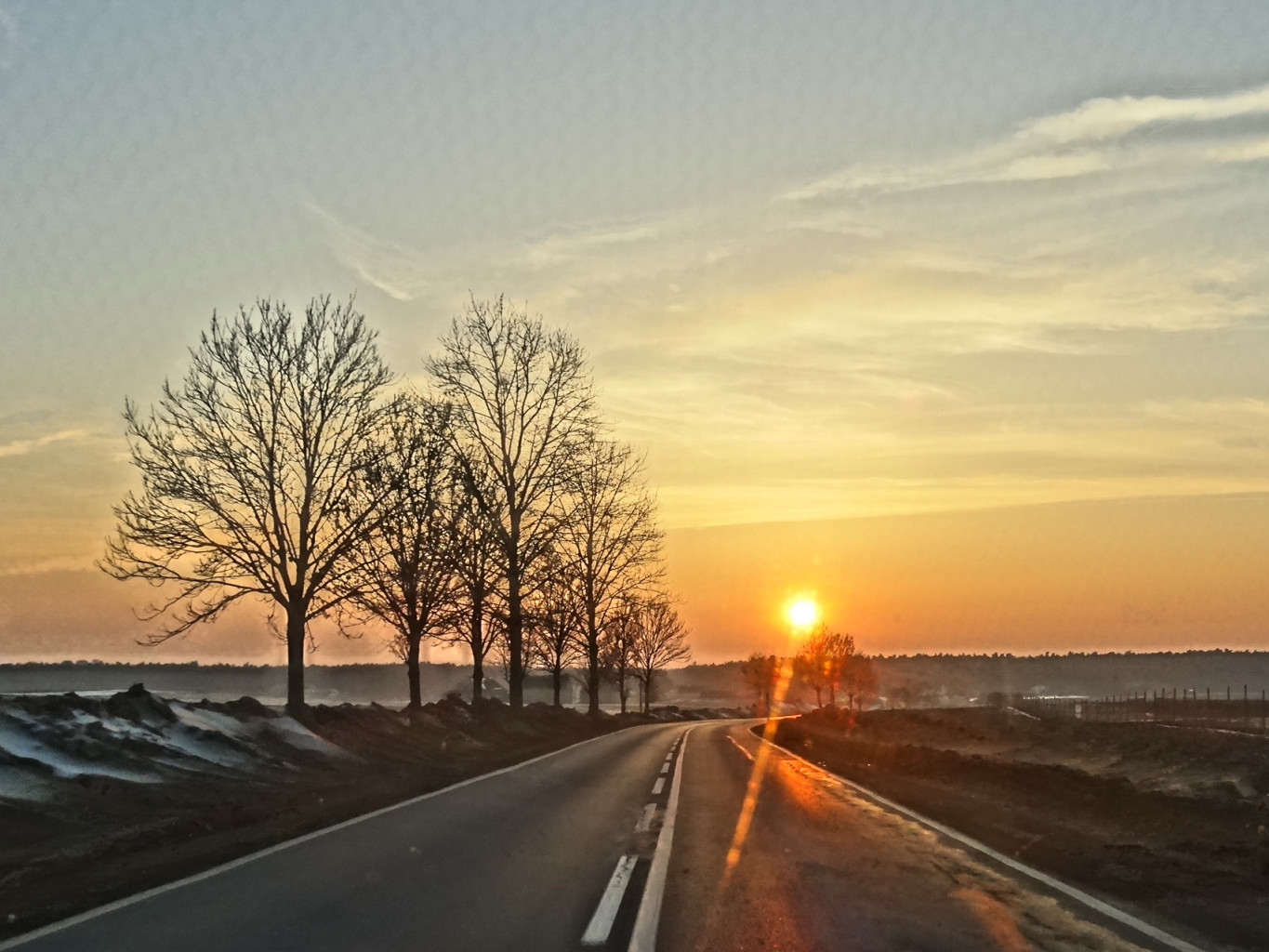
Die Straße auf der Strecke zwischen Brodnica und Kowalewo Pomorskie.

Der im früheren Ostpreußen gelegene Abschnitt der DK15 war bis 1945 als deutsche Reichsstraße 78 bezeichnet; das galt auch für einen Teil der in dem annektierten polnischen Gebiet gelegenen Strecke (bis Brodnica), während die Reichsstraße 78 dann weiter im Südosten verlief (heutige DW 560 und DW 557 bis Lipno und weiter heutige Droga krajowa 67 bis Włocławek).
Vor der Neuordnung des polnischen Straßennetzes 1985 wurde der Abschnitt von Gniezno über Strzelno bis Inowrocław als Staatsstraße 165 bezeichnet. Der Abschnitt Toruń−Brodnica−Nowe Miasto Lubawskie−Ostróda wurde als Staatsstraße 170 gewidmet. Nach dieser Reform wurde dem Straßenverlauf neue Landesstraßen zugeordnet. Zwischen Trzebnica und Jarocin war dies die Landesstraße 440, der Abschnitt Jarocin−Miąskowo war ein Teil der Landesstraße 42. Von Miąskowo bis Gniezno wurde die Straße als Landesstraße 259 ausgeschildert, von Gniezno bis Strzelno als Landesstraße 256. Der Abschnitt Strzelno−Inowrocław war Teil der Landesstraße 256. Der restliche Straßenverlauf zwischen Inowrocław und Ostróda trug die Bezeichnung der Landesstraße 52. All diese Abschnitte wurden mit der Reform der Nummerierung vom 9. Mai 2001 zur Landesstraße 15 zusammengefügt.

## Verkehrssicherheit
Im Rahmen des Programmes Drogi Zaufania (dt. etwa „Vertrauensstraßen“), das von der GDDKiA ausgearbeitet wurde, erfolgten ab 2008 auf Stellen mit erhöhter Unfallgefahr entlang der Landesstraße verschiedene Maßnahmen zur Verkehrssicherheit. Es wurden die Umfahrungen der Städte Krotoszyn, Jarocin, Gniezno, Trzemeszno, Inowrocław und Lubawa fertiggestellt bzw. befinden sich in Bau oder Planung. Außerdem wurde in der Woiwodschaft Ermland-Masuren die Fahrbahndecke auf einer Länge von 35 km erneuert.

## Ortsumgehungen

### Inowrocław
Die geplante Ortsumgehung von Inowrocław wird die Stadt von Osten her auf einer Länge von 18,9 km umgehen. In der 1. Etappe, die die gemeinsame Trasse der Landesstraße 15 mit der Landesstraße 25 umfasst, zweigt die neue Straße bei Markowice von der bestehenden Straße ab und verläuft westlich bis zum nordwestlich der Stadt gelegenen Knoten Latkowo, wo sie den bisherigen Verlauf der Landesstraße 15 kreuzt. An den Kreuzungen der Woiwodschaftsstraßen 412 und 252 sollen die Knoten Tupadły und Jacewo gebaut werden. Der Straßenquerschnitt der Umgehung wird zwei Fahrbahnen mit jeweils zwei Fahrstreifen umfassen. Die Ausschreibung begann am 4. Dezember 2013.

## Ausbauzustand
| Abschnitt              | Streifen | Trennstreifen | Bemerkung                                                                             |
| ---------------------- | -------- | ------------- | ------------------------------------------------------------------------------------- |
| Trzebnica – Gniezno    | 2        | nein          |                                                                                       |
| Stadtgebiet Gniezno    | 4        | ja            | städtisch                                                                             |
| Gniezno – Strzelno     | 2        | nein          |                                                                                       |
| Stadtgebiet Strzelno   | 4        | ja            | städtisch; einzelne Fahrstreifen als Einbahnstraßen auf verschiedenen Trassen geführt |
| Strzelno – Inowrocław  | 2        | nein          |                                                                                       |
| Stadtgebiet Inowrocław | 4        | ja            | städtisch                                                                             |
| Inowrocław – Toruń     | 2        | nein          |                                                                                       |
| Stadtgebiet Toruń      | 4        | ja            | städtisch                                                                             |
| Toruń – Ostróda        | 2        | nein          |                                                                                       |

## Wichtige Ortschaften entlang der Strecke
- Trzebnica
- Milicz
- Zduny
- Krotoszyn
- Koźmin Wielkopolski
- Jarocin
- Miłosław
- Września
- Gniezno
- Trzemeszno
- Strzelno
- Inowrocław
- Gniewkowo
- Toruń
- Kowalewo Pomorskie
- Brodnica
- Nowe Miasto Lubawskie
- Lubawa
- Ostróda